# Tęgostery
Tęgostery (Dendrocolaptinae) – podrodzina ptaków z rodziny tęgosterowatych (Dendrocolaptidae).

## Występowanie
Podrodzina obejmuje gatunki występujące w Meksyku, Ameryce Środkowej i Południowej.

## Systematyka
Do podrodziny należą następujące gatunki:
- Glyphorynchus – jedynym przedstawicielem jest Glyphorynchus spirurus – tęgosterek.
- Dendrexetastes – jedynym przedstawicielem jest Dendrexetastes rufigula – rogodziób.
- Nasica – jedynym przedstawicielem jest Nasica longirostris – szablonos.
- Dendrocolaptes
- Hylexetastes
- Xiphocolaptes
- Xiphorhynchus
- Dendroplex
- Campylorhamphus
- Drymotoxeres – jedynym przedstawicielem jest Drymotoxeres pucheranii – drzewiarz duży.
- Drymornis – jedynym przedstawicielem jest Drymornis bridgesii – drzewiarz wąsaty.
- Lepidocolaptes